# Nyírtelek
Nyírtelek é uma cidade da Hungria, situada no condado de Szabolcs-Szatmár-Bereg. Tem 67,92 km² de área e sua população em 2019 foi estimada em 6.555 habitantes.